# Филибер Жак Мелот
Филибер Жак Мелот (фр. Philibert Jacques Melotte; Лондон, 29. јануар 1880 — Абингер, 30. март 1961) био је британски астроном белгијског порекла.
Најпознатији је по открићу Јупитеровог природног сателита Пасифаје који је у време открића 1908. године именован као Јупитер VIII (садашње име носи од 1975. године).
Годину дана касније, 16. јануара 1909. открио је постојање астероида 676 Melitta у главном астероидном појасу.
За свој рад је 1909. добио награду Џексон-Гвилт коју додељује Британско краљевско астрономско друштво. 